# Тоба Содзё

Животные соревнуются в борьбе сумо (первый свиток «Карикатур животных и людей», Токийский национальный музей)

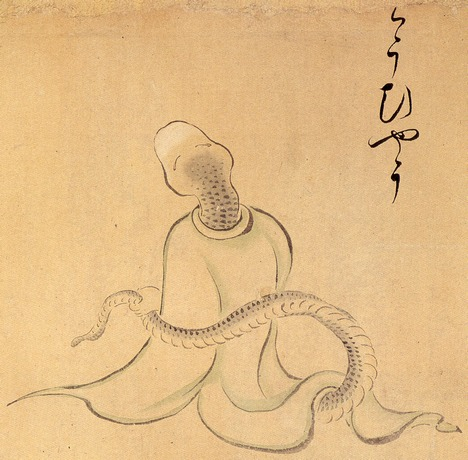
Бакэмоно

Тоба Содзё (яп. 鳥羽僧正), также известный под монашеским именем Какую́ (яп. 覚猷; 1053 — 1140), — японский живописец, буддийский религиозный деятель, философ, монах и высший наставник школы Тэндай. Один из основоположников японской монохромной живописи, — почитаем как основатель жанра манги и стиля тоба-э (яп. 鳥羽絵).

## Биография
Сын Минамото-но Такакуни (1004–1077), видного учёного-теоретка амидаизма, писателя и государственного деятеля позднего Хэйан, — дайнагона  и помощника Фудзивары-но Ёримити. В ранней юности поступил в монастырь японской буддийской эзотерической школы Тэндай, прошёл путь от «послушника» и монаха до её «первосвященника». В 1132 году был назначен содзё (sōjō, букв. — «исправитель Сангхи»: кит. 僧正 сэнчжэн, кор. 승정 сынджон) — «епископом» школы, затем в 1134 году — дайсодзё (яп. 大僧正,  «архиепископом»). В 1138 году стал 47-м Тэндай-дзасу (яп. 座主, zasu, — досл. «места хозяин», — «настоятелем» всей школы). Однако уже через 3 дня Какую́ «вышел в отставку» и переехал в загородную резиденцию приверженного буддизму и удалившегося от власти 74-го императора Тоба-тэнно, — во Дворец Тоба (Тоба дано, яп. 鳥羽殿 / Тоба рикю, яп. 鳥羽離宮), в т.н. Южном павильоне которого располагался монастырь Cёконго-ин (Shō-kongō'in, 証金剛院, — не сохранился). С этой поры Какую́ стал именоваться Тоба Содзё.

## Творчество
Произведениям Тоба Содзё присущи развитое графическое начало, острая композиционная динамика].
Создавал работы, как на буддийские, так и сатирические темы.
Тоба Содзё приписывают авторство тёдзюгига, которую называют первой мангой — японским комиксом.
Первые упоминания о создании в Японии историй в картинках относятся ещё к XII веку, когда Какую нарисовал четыре юмористические истории, рассказывающие о животных, которые пародируют людей из высшего общества, и о буддийских монахах, нарушавших устав. Эти истории представляли собой четыре бумажных свитка с рисунками тушью и подписями к ним. В настоящее время они хранятся в монастыре, где жил Тоба. Тобе же принадлежит идея замены картинок по ходу повествования
Тоба Содзё приписываются свитки «Легенды горы Сиги» (монастырь Тёгосэнсидзи, Нара), «Играющие звери» (монастырь Кодзандзи, Киото).